# Jatilawang (Wonosegoro)
Jatilawang is een bestuurslaag in het regentschap Boyolali van de provincie Midden-Java, Indonesië. Jatilawang telt 2402 inwoners (volkstelling 2010).